# Leptocerus sechani
Leptocerus sechani är en nattsländeart som beskrevs av Francois-Marie Gibon 1992. Leptocerus sechani ingår i släktet Leptocerus och familjen långhornssländor. Inga underarter finns listade i Catalogue of Life.